# Adolf Speck
Adolf Speck (1911-1946) fou un SS-Rottenführer i guarda del camp de concentració de Neuengamme, més tard promogut a SS-Unterscharführer i comandant de la bòbila i del taller de mecànica del camp. Per la seva crueltat a Neuengamme i participació en la massacre de l'Escola del Bullenhuser Damm la nit del 21 d'abril de 1945 fou condemnat a mort durant els judicis de la Casa Curio a Hamburg i penjat el 8 d'octubre de 1946 a Hameln a la Baixa Saxònia.

## Biografia
Va néixer el 14 d'octubre del 1911 a Kiel, fill d'una parella de camperols. Sense formació professional va treballar de camperol i de jornaler per la construcció de carreteres. Va casar-se el 1931 amb Margaret amb qui va tenir nou nens.
El 1932 va perdre la feina i afiliar-se a la SA, l'organització paramilitar del Partit Nacional Socialista dels Treballadors Alemanys (NSDAP). En un primer temps va esdevenir policista a Itzehoe. El 1940 va reincorporar-se a la SS i participar en la campanya de l'est. Per raons de càrrega familial i després de perdre tres germans a la guerra de l'est, va ser transferit als Països Baixos, considerats com menys perillosos, i des del gener 1944 com guarda al camp de Neuengamme. Speck era un protegit del SS-Sturmbannführer Max Pauly. Al camp de Neuengamme va succedir al SS Johann Reese que va igualar en crueltat envers els presoners, amb el rang de SS-Rottenführer, i des del 1944 SS-Unterscharführer. Junts amb Reese va maltractar amb màxima duresa nombroses presoners, ofegar-les al fossat del camp o executar-les per raons fútils. Va esdevenir comandant de la bòbila i després del taller de mecànica, una dependència de la fàbrica Walther, una empresa privada de fabricació d'armes, instal·lada al camp per profitar la mà d'obra a baix preu.
Era present a la nit de la massacre del Bullenhuser Damm, per guardar el transport dels nens i dels presoners russos dels quals va matar-ne un que temptava fugir, mentrestant els vint nens van ser penjats.
Després de la guerra va amagar-se i va ser arrestat als afores de Lübeck. Durant el judici a la casa Curio, un tribunal militar britànic, va invocar a la seva descàrrega que «només havia executat els ordres» del comandant del camp Albert Lütkemeyer i de Max Pauly, que l'haurien amenaçat d'empresonament per manca de severitat amb els presoners en un intent, típic de tots els còmplices de carregar els altres i negar qualsevol responsabilitat personal.
El 3 de maig del 1946 va ser condemnat a mort a Hamburg i executat el 8 d'octubre a Hameln.